# Ярославский промышленно-экономический колледж
Ярославский промышленно-экономический колледж им. Н. П. Пастухова — учебное заведение в Ярославле, Россия.

## История
26 ноября 1900 года (по старому стилю) — на средства крупного ярославского промышленника, купца и мецената Николая Петровича Пастухова открыто низшее механико-техническое училище на 120 учеников и ремесленная школа при нём на 60 учеников. За создание училища Н. П. Пастухов и его дети получили потомственное дворянство.
В училище принимали мальчиков 13—14 лет из различных сословий: крестьяне, мещане, дети священнослужителей. Курс обучения был трёхлетним, обучение — бесплатным. Преподавание велось по программам, утверждённым Министерством народного просвещения 10 ноября 1891 года: Закон Божий, арифметика, русский язык, алгебра, геометрия, физика, механика, химия, устройство машин, механическое производство, рисование, черчение.
За неполных двадцать лет училище Н. П. Пастухова подготовило и выпустило немало мастеров, слесарей, токарей, кузнецов, литейщиков, жестянщиков и рабочих других специальностей.
Механико-техническое училище и ремесленная школа Н. П. Пастухова просуществовали практически в первозданном виде до 1919 года.
- 1900 — Низшее механико-техническое училище
- 1919 — Ярославский механический техникум (находился в ведении Губернского отдела народного образования, с 1920 года перешёл в систему Губпрофобразования РСФСР)
- 1929 — Ярославский индустриальный техникум (секция профессионально-технического образования Наркома просвещения СССР)
- 1931 — Ярославский механико-теплотехнический техникум (Главное управление заводами СК Наркомата тяжёлой промышленности СССР)
- 1934 — Ярославский химико-механический техникум (Управление Главкаучука Наркомата тяжёлой промышленности)
- 1972 — техникум получил новое здание по адресу ул. Гагарина, 8
- 1997 — ГОУ СПО «Ярославский химико-механический техникум» (Министерство общего и профессионального образования РФ)
- 2009 — ФГОУ СПО «Ярославский промышленно-экономический техникум» (Федеральное агентство по образованию)
- 2010 — ФГОУ СПО «Ярославский промышленно-экономический колледж» (Министерство образования и науки Российской Федерации)
- 2012 — ГОУ СПО ЯО Ярославский промышленно-экономический колледж (департамент образования Ярославской области)
- 2015 — ГПОАУ ЯО Ярославский промышленно-экономический колледж (департамент образования Ярославской области)

- 2017 — ГПОАУ ЯО Ярославский промышленно-экономический колледж им. Н. П. Пастухова (департамент образования Ярославской области)

## Отделения
Очные отделения: техническое, химико-технологическое, финансово-правовое. Заочное отделение. Отделение дополнительного профессионального образования.

## Стратегическое партнерство
Стратегическими партнерами по подготовке специалистов являются ОАО «Славнефть-ЯНОС», ОАО «ЯЗДА», ОАО «ЯШЗ», ОАО «Фритекс», АКБ «Югра», АКБ «Севергазбанк» и многие другие, — всего более 40 предприятий и организаций. С 2012 года колледж ведет подготовку техников-технологов по специальности «240705 Биохимическое производство» для компаний Ярославского фармацевтического кластера.